# Unidos por una Nueva Alternativa
Unidos por una Nueva Alternativa (UNA) fue una coalición política argentina fundada en 2015, a partir del acuerdo establecido entre Sergio Massa y José Manuel de la Sota. Según sus referentes, fue un espacio político donde confluyeron políticos del peronismo, del radicalismo, del desarrollismo, de la democracia cristiana y de otros partidos provinciales. Se presentó por única vez en las elecciones de 2015.
En las elecciones primarias del 9 de agosto de dicho año, Massa y su precandidato a vicepresidente Gustavo Sáenz fueron consagrados los candidatos oficiales del frente para las elecciones generales. En estas elecciones quedaron en tercer puesto con el 21 % de los votos.
En diciembre de 2015 se conformó un interbloque parlamentario para la Cámara de Diputados de la Nación compuesto por integrantes de la coalición con el nombre de Federal Unidos por una Nueva Argentina.

## Historia

### Formación
El 30 de abril de 2015, el diputado nacional Sergio Massa y el gobernador (hasta ese entonces) de la provincia de Córdoba José Manuel de la Sota formalizaron un acuerdo para construir un espacio electoral que junte una mayor opción de voto contra el Frente para la Victoria. La presentación de UNA tuvo lugar en el Hotel Hilton de Puerto Madero.

### Elecciones de 2015

#### Primarias abiertas simultáneas y obligatorias (PASO)
Las dos listas que se presentaron a las PASO por el Frente UNA fueron:
- Sergio Massa: abogado y  diputado nacional por la provincia de Buenos Aires. Se desempeñó como diputado por la provincia de Buenos Aires, jefe de Gabinete de Ministros de la Nación, director ejecutivo de la ANSES y como Intendente de Tigre, elegido en dos veces consecutivas. Su candidato a vicepresidente fue Gustavo Sáenz, abogado, intendente electo de la Ciudad de Salta así también se desempeñó anteriormente como concejal de Salta, y ocupó diversos cargos en el gabinete municipal salteño. Fue Senador provincial por su distrito.
- José Manuel de la Sota: abogado, exgobernador de la Provincia de Córdoba. Fue Diputado Nacional por Córdoba, Embajador en Brasil, Senador Nacional y tres veces elegido como Gobernador de su provincia. Su candidata a vicepresidente de la Nación fue la exdiputada nacional y sindicalista, Claudia Rucci.

En junio de 2015, ambos candidatos se presentaron a un debate televisivo de cara a las elecciones primarias, donde discutieron sobre econonomía, seguridad y desarrollo.
UNA fue la tercera fuerza de las PASO. Entre sus dos candidatos (Massa y De la Sota) la alianza consiguió 4.649.701 votos, el 20,63% del electorado aproximadamente, siendo Massa el ganador de la interna. Con este resultado, se consagró a Sergio Massa y a su candidato a vicepresidente Gustavo Sáenz como el binomio oficial del frente para las elecciones generales del 25 de octubre.

#### Elecciones presidenciales
Massa declaró luego de las PASO que De la Sota sería su Ministro del Interior en un hipotético gobierno.
En las elecciones generales de 2015, UNA con Sergio Massa como candidato obtuvo 5.211.705 de votos (21.39%), quedando en el tercer lugar por detrás de Daniel Scioli (Frente Para la Victoria) y Mauricio Macri (Cambiemos). De cara al balotaje entre Scioli y Macri, Massa no apoyó explícitamente a ninguno de los dos candidatos pero habló de que la sociedad buscaba "un cambio". El balotaje consagró finalmente a Macri como presidente de la Nación.
En 2019 para las elecciones nacionales la mayoría de partidos que lo conformaban por la debilidad del bloque se desintegran y dan apoyo a distintos bloques, los del Frente Renovador y Red Por Argentina en el Frente de Todos y Sergio Massa baja su candidatura.
UNIR da apoyo en principio al Frente Despertar pero por problemas con el Bloque desiste del apoyo y se ubicará en el frente de bloque del entonces presidente Argentino y candidato a la reelección del 2019 Mauricio Macri de Juntos por el Cambio. Los partidos restantes apoyaron al bloque peronista no kirchnerista Consenso Federal 2030, en las elecciones del 2019.

## Partidos
Unidos por una Nueva Argentina estuvo compuesto por:
| Partido | Partido                                  | Principal Ideología   | Líder                  |
| ------- | ---------------------------------------- | --------------------- | ---------------------- |
|         | Frente Renovador                         | Peronismo Federal     | Sergio Massa           |
|         | Partido Demócrata Cristiano              | Democracia cristiana  | Juan Carlos de la Peña |
|         | Unión Popular                            | Neoperonismo          | Graciela Devita        |
|         | Movimiento de Integración y Desarrollo   | Desarrollismo         | Carlos Zaffore         |
|         | Unión Celeste y Blanco                   | Liberalismo económico | Francisco de Narváez   |
|         | Partido Nacionalista Constitucional UNIR | Constitucionalismo    | Alberto Asseff         |
|         | Tercera Posición                         | Peronismo             | Graciela Camaño        |

## Conformación en la Cámara de Diputados de la Nación
Luego de las elecciones de octubre el Frente Renovador cambió el nombre del bloque al de Federal Unidos por una Nueva Argentina y conformó junto a los bloques de Unidos por una Nueva Argentina, Trabajo y Dignidad, Movimiento Popular Neuquino, Compromiso con San Juan, Unión por Entre Ríos, Chubut Somos Todos y Diálogo y trabajo el interbloque de 37 diputados "Federal Unidos por una Nueva Argentina".
Los diputados que integran UNA son los siguientes:
| Diputado                        | Diputado               | Provincia    | Inicio     | Final                              | Bloque                                      |
| ------------------------------- | ---------------------- | ------------ | ---------- | ---------------------------------- | ------------------------------------------- |
|                                 | Alegre, Gilberto Oscar | Buenos Aires | 10/12/2013 | 09/12/2017                         | Federal Unidos por una Nueva Argentina (23) |
| Camaño, Graciela                | Buenos Aires           | 10/12/2015   | 09/12/2019 |                                    | Federal Unidos por una Nueva Argentina (23) |
| Ehcosor, María Azucena          | Buenos Aires           | 10/12/2013   | 09/12/2017 |                                    | Federal Unidos por una Nueva Argentina (23) |
| Litza, Mónica Edith             | Buenos Aires           | 10/12/2013   | 09/12/2017 |                                    | Federal Unidos por una Nueva Argentina (23) |
| Morales, Mariana Elizabet       | Santiago del Estero    | 10/12/2015   | 09/12/2019 |                                    | Federal Unidos por una Nueva Argentina (23) |
| Passo, Marcela Fabiana          | Buenos Aires           | 10/12/2015   | 09/12/2019 |                                    | Federal Unidos por una Nueva Argentina (23) |
| Schwindt, María Liliana         | Buenos Aires           | 10/12/2013   | 09/12/2017 |                                    | Federal Unidos por una Nueva Argentina (23) |
| Solá, Felipe Carlos             | Buenos Aires           | 10/12/2013   | 09/12/2017 |                                    | Federal Unidos por una Nueva Argentina (23) |
| Alonso, Horacio Fernando        | Buenos Aires           | 10/12/2013   | 09/12/2017 |                                    | Federal Unidos por una Nueva Argentina (23) |
| Daer, Héctor Ricardo            | Buenos Aires           | 10/12/2013   | 09/12/2017 |                                    | Federal Unidos por una Nueva Argentina (23) |
| Grandinetti, Alejandro Ariel    | Santa Fe               | 10/12/2015   | 09/12/2019 |                                    | Federal Unidos por una Nueva Argentina (23) |
| Massa, Sergio Tomas             | Buenos Aires           | 10/12/2013   | 09/12/2017 |                                    | Federal Unidos por una Nueva Argentina (23) |
| Moreau, Cecilia                 | Buenos Aires           | 10/12/2015   | 09/12/2019 |                                    | Federal Unidos por una Nueva Argentina (23) |
| Pérez, Raúl Joaquín             | Buenos Aires           | 10/12/2015   | 09/12/2019 |                                    | Federal Unidos por una Nueva Argentina (23) |
| Selva, Carlos Américo           | Buenos Aires           | 10/12/2015   | 09/12/2019 |                                    | Federal Unidos por una Nueva Argentina (23) |
| Tundis, Mirta                   | Buenos Aires           | 10/12/2013   | 09/12/2017 |                                    | Federal Unidos por una Nueva Argentina (23) |
| Bevilacqua, Gustavo             | Buenos Aires           | 10/12/2015   | 09/12/2019 |                                    | Federal Unidos por una Nueva Argentina (23) |
| De Mendiguren, José Ignacio     | Buenos Aires           | 10/12/2013   | 09/12/2017 |                                    | Federal Unidos por una Nueva Argentina (23) |
| Lavagna, Marco                  | CABA                   | 10/12/2015   | 09/12/2019 |                                    | Federal Unidos por una Nueva Argentina (23) |
| Massetani, Vanesa Laura         | Santa Fe               | 10/12/2015   | 09/12/2019 |                                    | Federal Unidos por una Nueva Argentina (23) |
| Moyano, Juan Facundo            | Buenos Aires           | 10/12/2015   | 09/12/2019 |                                    | Federal Unidos por una Nueva Argentina (23) |
| Pitiot, Carla Betina            | CABA                   | 10/12/2015   | 09/12/2019 |                                    | Federal Unidos por una Nueva Argentina (23) |
| Snopek, Alejandro Francisco     | Jujuy                  | 10/12/2015   | 09/12/2019 |                                    | Federal Unidos por una Nueva Argentina (23) |
| Asencio, Fernando Rodrigo       | Buenos Aires           | 23/05/2018   | 09/12/2019 |                                    | Federal Unidos por una Nueva Argentina (23) |
| Brezzo, María Eugenia           | Córdoba                | 10/12/2013   | 09/12/2017 | Unidos por una Nueva Argentina (6) |                                             |
| Brügge, Juan Fernando (PDC)     | Córdoba                | 10/12/2015   | 09/12/2019 | Unidos por una Nueva Argentina (6) |                                             |
| Calleri, Agustín Santiago       | Córdoba                | 10/12/2013   | 09/12/2017 | Unidos por una Nueva Argentina (6) |                                             |
| Nazario, Adriana Mónica         | Córdoba                | 10/12/2015   | 09/12/2019 | Unidos por una Nueva Argentina (6) |                                             |
| Rossi, Blanca Araceli           | Córdoba                | 10/12/2013   | 09/12/2017 | Unidos por una Nueva Argentina (6) |                                             |
| Rucci, Claudia Mónica           | Buenos Aires           | 10/12/2013   | 09/12/2017 | Unidos por una Nueva Argentina (6) |                                             |
| Bermejo, Sixto Osvaldo          | Chubut                 | 10/12/2013   | 09/12/2017 | Trabajo y Dignidad (2)             |                                             |
| Lagoria, Elia Nery              | Chubut                 | 10/12/2013   | 09/12/2017 | Trabajo y Dignidad (2)             |                                             |
| San Martín, Adrián              | Neuquén                | 10/12/2013   | 09/12/2017 | Movimiento Popular Neuquino (2)    |                                             |
| Villar Molina, María Inés       | Neuquén                | 10/12/2013   | 09/12/2017 | Movimiento Popular Neuquino (2)    |                                             |
| Castro Molina, Enrique Roberto  | San Juan               | 10/12/2015   | 09/12/2019 | Compromiso con San Juan (1)        |                                             |
| Cremer de Busti, María Cristina | Entre Ríos             | 10/12/2013   | 09/12/2017 | Unión por Entre Ríos (1)           |                                             |
| Taboada, Jorge                  | Chubut                 | 10/12/2015   | 09/12/2019 | Chubut Somos Todos (1)             |                                             |
| Raffo, Julio César Antonio      | CABA                   | 10/12/2013   | 09/12/2017 | Dialogo y Trabajo (1)              |                                             |